# 수원구치소
수원구치소는 서울지방교정청 산하의 구치소이다.

## 역사
- 1996년 개청

## 산하기관
- 수원구치소 평택지소: 1996년 개소

## 같이 보기
- 서울지방교정청
- 평택지소